# Wonosekar (Karangawen)
Wonosekar is een bestuurslaag in het regentschap Demak van de provincie Midden-Java, Indonesië. Wonosekar telt 7029 inwoners (volkstelling 2010).